# Jenny Del Pino
Pour les articles homonymes, voir Del Pino.
Jenny Del Pino est une actrice et animatrice de télévision française, née le 27 août 1980.

## Biographie
Jenny Del Pino fait sa première apparition télévisée en 1984 dans l'émission L'École des fans.
Elle a tourné dans certaines séries françaises comme Les Vacances de l'amour en 1998 ou Sous le soleil en 2000.
Elle entame ensuite une carrière d'animatrice sur M6 en étant chroniqueuse dans le Morning Live entre 2000 et 2003. Elle remplace temporairement Séverine Ferrer à la présentation de Fan de en 2000 et anime une nouvelle émission portant sur les célébrités.
En 2005, elle tourne une publicité pour McDonald's dans le rôle de la blonde à forte poitrine, dans laquelle la voix hors champ est celle d'Élie Semoun.
Elle a également travaillé sur Fun TV et a été remplaçante dans l'émission L'Alternative Live sur M6 entre 2006 et 2007.
En 2009, elle présente sur Canal J l'émission Quand je serai champion.
En 2010, elle intègre la troupe des Fucking Friends et joue dans une pièce intitulée La Femme de leur vie (coécrite par Jean Heredia, Patrick Hernandez et Robert Punzano) au Triomphe, à Paris. Elle tourne également deux publicités pour Escarg'hot : « Spot Saveurs » et « Spot Noel ».
Depuis 2012, elle anime des émissions sur L'Énôrme TV.

## Filmographie

### Cinéma
- 2005 : Une majorette peut en cacher une autre (Court-métrage) : La majorette de rêve
- 2009 : Big H Story (Court-métrage) : Keisha
- 2013 : Dors mon lapin de Jean-Pierre Mocky
- 2014 : Le Mystère des jonquilles de Jean-Pierre Mocky
- 2015 : Monsieur Cauchemar de Jean-Pierre Mocky

### Télévision
- 1998 : Les Vacances de l'amour (Série TV) : Déborah (Saison 3 épisode 20 "La filière")
- 2003 : Lola, qui es-tu Lola ? (Série TV) : Hélène

### Publicité
- 2005 : McDonald's

- 2005 : cahier oxford